# Meša Selimović
Mehmed „Meša” Selimović (cyr. Мехмед „Меша” Селимовић; ur. 26 kwietnia 1910 w Tuzli, zm. 11 lipca 1982 w Belgradzie) – pisarz tworzący w języku serbsko-chorwackim. Większość jego dzieł rozgrywa się w scenerii bośniackiej w okresie panowania osmańskiego. W 1934 ukończył studia na wydziale filologicznym Uniwersytecie w Belgradzie.

## Dzieła
- 1947 – Uvrijeđeni čovjek
- 1950 – Prva četa
- 1957 – Tuđa zemlja
- 1958 – Noć i jutra
- 1961 – Tišine
- 1965 – Magla i mjesečina
- 1966 – Eseji i ogledi
- 1966 – Derviš i smrt
- 1967 – Za i protiv Vuka
- 1970 – Tvrđava
- 1970 – Djevojka crvene kose
- 1974 – Ostrvo
- 1976 – Sjećanja
- 1983 – Krug (niedokończona powieść)

W języku polskim wydano dwie jego powieści: Derwisz i śmierć (Derviš i smrt, wyd. pol. 1977) oraz Twierdza (Tvrđava, wyd. pol. 1976).